# Toxorhina stenomera
Toxorhina stenomera är en tvåvingeart som beskrevs av Alexander 1972. Toxorhina stenomera ingår i släktet Toxorhina och familjen småharkrankar.
Artens utbredningsområde är Tanzania. Inga underarter finns listade i Catalogue of Life.